# Stazione di Ikuta (Kanagawa)
La stazione di Ikuta (生田駅?, Ikuta-eki) è una stazione ferroviaria che si trova nel quartiere di Tama-ku della città giapponese di Kawasaki, nella prefettura di Kanagawa, ed è servita dalla linea Odakyū Odawara delle Ferrovie Odakyū.

## Linee
Ferrovie Odakyū
● Linea Odakyū Odawara

## Struttura
La stazione, che si trova su una tratta a quattro binari, dispone di due marciapiedi laterali con quattro binari passanti su viadotto. I due centrali (non numerati e privi di marciapiede) sono utilizzati dai treni in corsa che non fermano qui.
| 1 | ● Linea Odakyū Odawara | per Machida, Hon-Atsugi, Odawara, Hakone-Yumoto, Karakida e Katase-Enoshima |
| 2 | ● Linea Odakyū Odawara | per Shinjuku e linea Chiyoda                                                |

## Stazioni adiacenti
| «                                 | Servizio                               | »                    |
| Linea Odakyū Odawara              | Linea Odakyū Odawara                   | Linea Odakyū Odawara |
| --------------------------------- | -------------------------------------- | -------------------- |
| Mukōgaoka-Yūen                    | Locale Semiesp. sezionale Semiespresso | Yomiuri-Land-mae     |
| Tutti gli altri treni non fermano |                                        |                      |